# San Miguel de Cozumel
San Miguel de Cozumel est la plus grande ville de l'île de Cozumel située dans l'état mexicain de Quintana Roo.